# بوهرن
بوهرن (به آلمانی: Bühren) یک شهر در آلمان است که در گوتینگن واقع شده‌است. بوهرن ۵۶۰ نفر جمعیت دارد.